# Pediocactus paradinei
Pediocactus paradinei är en kaktusväxtart som beskrevs av B.W. Benson. Pediocactus paradinei ingår i släktet Pediocactus och familjen kaktusväxter. Inga underarter finns listade i Catalogue of Life.

## Bildgalleri

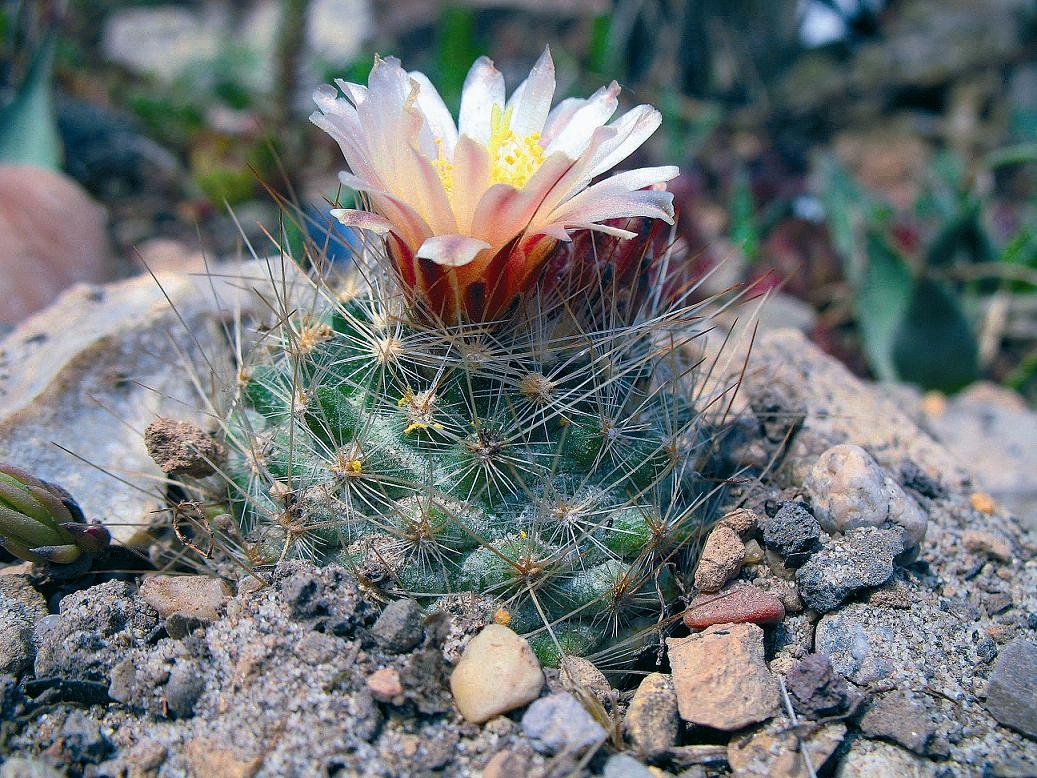
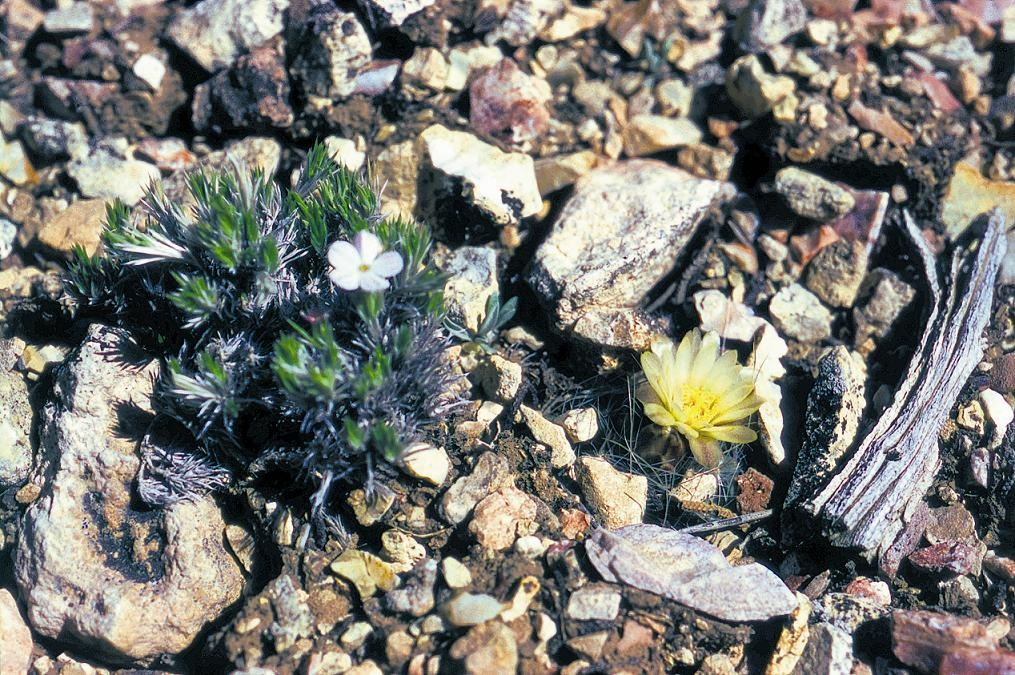
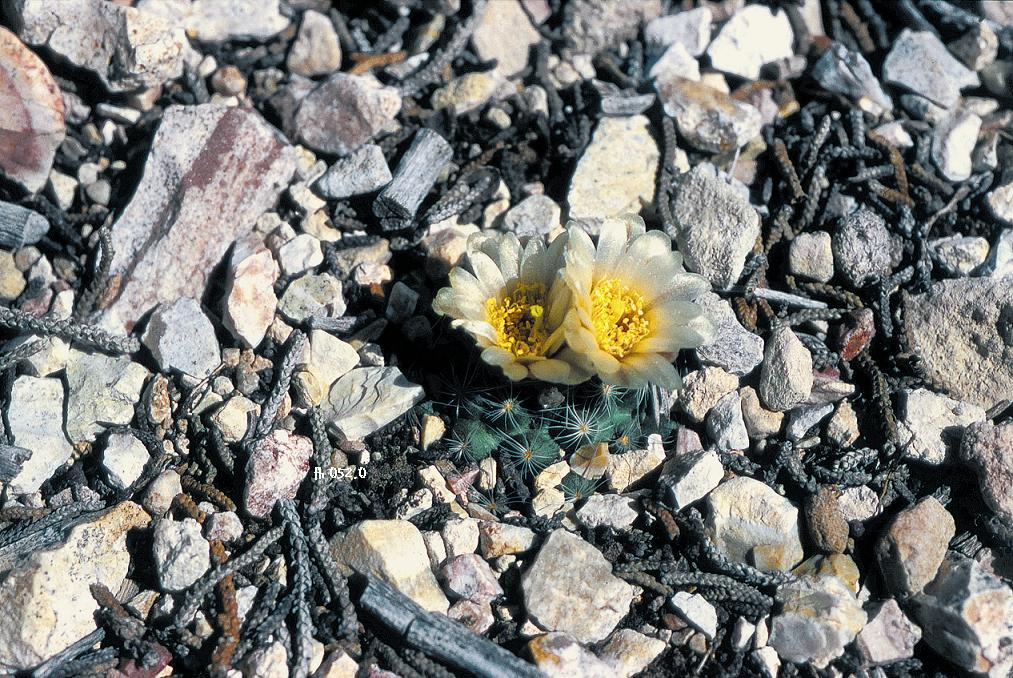
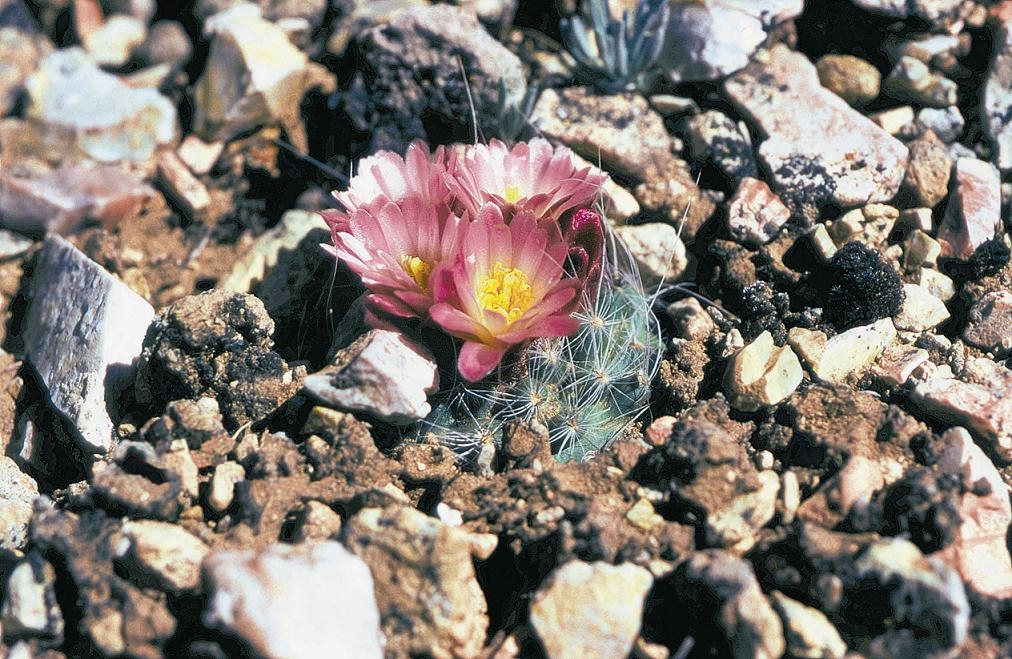
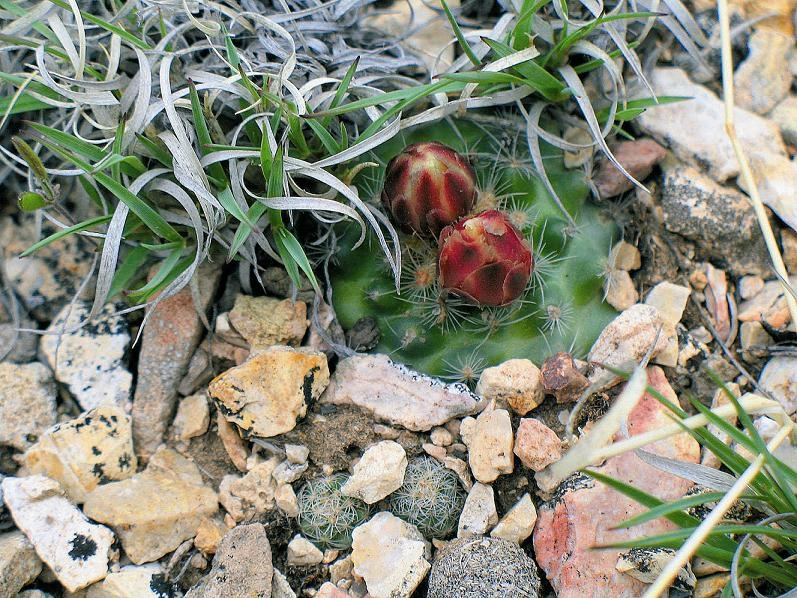
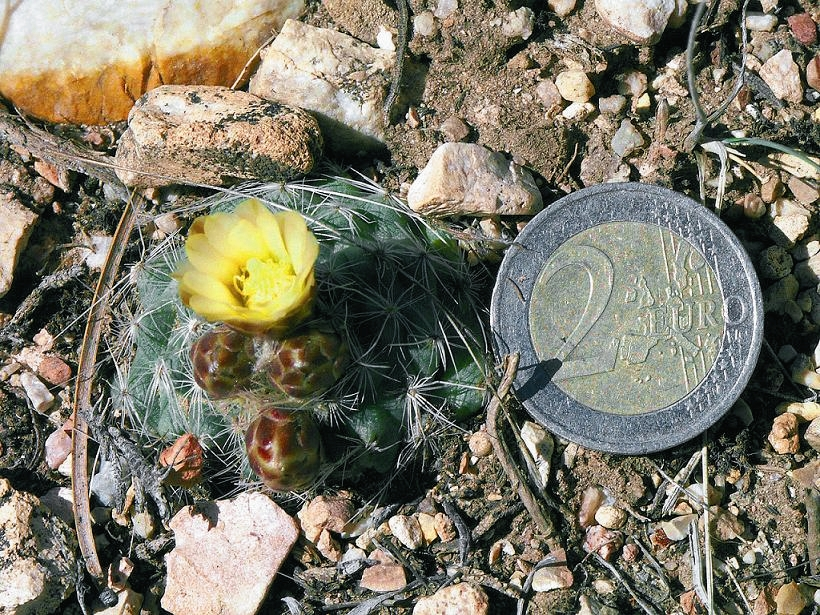